# Otto Furrer
Otto Furrer, född 19 oktober 1903 i Zermatt i Valais, död 26 juli 1951 vid Matterhorn, var en schweizisk längdåkare. Han var med i olympiska vinterspelen 1928 i Sankt Moritz och kom på 21:e plats på 18 kilometer. Han ingick även i laget som kom på tredje plats i uppvisningsgrenen militärpatrull i Sankt Moritz.